# Johan Pieter Wibaut

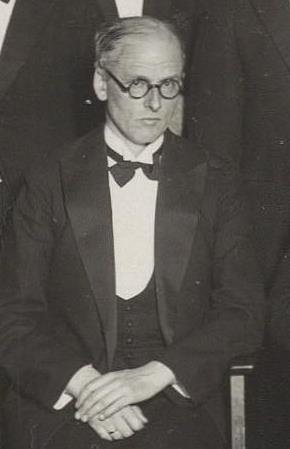
Johan Pieter Wibaut in 1931

Johan Pieter Wibaut (Middelburg, 20 februari 1886 - Apeldoorn, 19 oktober 1967) was een Nederlands scheikundige.
Wibaut was een zoon van de Amsterdamse wethouder Floor Wibaut.
Johan Pieter Wibaut studeerde in Amsterdam en promoveerde in 1912 op een onderzoek over de nitratie van ortho- en metachloortoluol.
Hij werkte vervolgens bij de gemeentelijke gasfabrieken te Amsterdam (1912-1918) en was adviseur bij de Amsterdamsche Superfosfaatfabriek (1918-1920).
Hij zette zijn loopbaan voort aan de Universiteit van Amsterdam waar hij lector was in de organische chemie en directeur van de propedeutische afdeling van het organisch-chemisch laboratorium. Hij volgde in 1925 Holleman op als hoogleraar organische scheikunde, wat hij bleef tot aan zijn emeritaat in 1956. In de oorlogsjaren 1943-1944 was Wibaut rector magnificus van de Universiteit van Amsterdam. 